# Smoky Mountain Wrestling
Smoky Mountain Wrestling fue una empresa de lucha libre profesional que realizaba eventos en el área de los Apalaches en los Estados Unidos entre octubre de 1991 hasta diciembre de 1995, cuyo dueño y fundador era Jim Cornette. Su base de operaciones estaba en Knoxville, Tennessee, con sedes en Morristown, Tennessee.
Actualmente su videoteca es propiedad de WWE.
- Datos: Q501195